# Torneo Internacional de Waterpolo-Praia Sanxenxo
El Torneo Internacional de Waterpolo-Praia Sanxenxo es una competición de waterpolo amater celebrada en la localidad de Sangenjo desde el año 2008.
Lo organiza el Club Natación Pontevedra.

## Palmarés Masculino
| Año  | Primero                | Segundo                      | Tercero                        | Cuarto          |
| ---- | ---------------------- | ---------------------------- | ------------------------------ | --------------- |
| 2011 | Paredes                | Steala Stafria               | Esparta Alcorcón               | CN Povense      |
| 2010 | Waterpolo L´Estudi Vic | Paredes Rota dos Mantequilla | Elche WP                       | Olivar          |
| 2009 | A.R. Concepción “A”    | CN Pontevedra                | Universidad Autónoma de Madrid | Kurman-Santiago |
| 2008 | AR Concepción          | Real Canoe Master            | Paredes                        |                 |

## Palmarés femenino
| Año  | Primero                 | Segundo              | Tercero                    | Cuarto               |
| ---- | ----------------------- | -------------------- | -------------------------- | -------------------- |
| 2011 | Han cantado bingo!      | ALP Warriors         | Coruña                     |                      |
| 2010 | CW Dos Hermanas-Emasesa | Han cantado bingo!   | Askartza-Santoña           | Espartanas de Coruña |
| 2009 | Han cantado Bingo!      | Equipo Bailón-Coruña | Mosquitas muertas-Moscardó | CN Pontevedra        |
| 2008 | Han cantado bingo!      | Kurmandinhos XXX     | Chicas Pontevedra          |                      |